# Arbid Kabir
Arbid Kabir (arab. عربيد كبير) – wieś w Syrii, w muhafazie Aleppo. W 2004 roku liczyła 1799 mieszkańców.